# 錫塔群島

64°19′S 63°1′W / 64.317°S 63.017°W
錫塔群島（英語：Theta Islands），是南極洲的群島，處於卡帕島以西，屬於帕默群島中梅爾基奧群島的一部分，在1927年由英國研究隊繪入地圖，現時由南極條約體系管理。